# 灰原哀
宮野志保（日语：／ Miyano Shiho */?）是日本漫畫家青山剛昌所創作的漫畫作品《名偵探柯南》中的主要角色。原是黑暗组织的科学家 ，亦是藥物「APTX-4869」的第二任開發者，组织代號為雪莉（Sherry）。父母原是組織的科學家卻在志保出生不久離奇身亡，故此志保和姐姐明美被迫加入組織。幼年時期被測出擁有高智商，因此在組織的「安排」下前往美国留学，期间拯救了被人欺凌的直美·阿尔真特，歸國後成為科學家並繼承父母所遺留的研究。
姊姊明美因想帶著志保脫離組織而遭到组织的殺害，自此志保开始反抗組織。在打算服用「APTX-4869」的未完品自盡時卻縮小成孩童的模樣。逃離組織後化名為灰原哀（日语：／ Haibara Ai */?）試圖研發出「APTX-4869」的解藥。

## 人物
本名為宫野志保，日英混血儿，是「APTX-4869」的研發者兼天才科學家，是少數知道江户川柯南真实身分是「工藤新一」的人物。实际年龄为18岁，故较新一、小蘭、园子、平次及和叶年长，与京极真同龄。
三十多年前，身為科学家并擁有「被科学界放逐的疯狂科学家」之稱的父親宫野厚司與在日本留學的英籍混血兒母親宫野艾蓮娜(擁有「堕落地狱的墮天使”」之稱)結為連理。十九年前，姐姐宫野明美出生（日语：／ Miyano Akemi，化名「廣田雅美」），並共同開設診所幫病患診療。
當時父親厚司多次受到神秘集團——黑暗组织所提出工作於某個其隸屬研究機構的邀約，但考量到艾蓮娜的姐姐（赤井瑪麗）以對方完全不可靠的理由，且集團擁有眾多負面傳聞，於是拒絕回應。
但父親厚司後來考量到诊所的收入與家人的將來，再加上艾蓮娜的勸說，夫婦在十九年前決定關閉診所，不久後就加入組織，並且研發出讓亡者「復活」的神秘药物——「银色子弹」。儘管兩人大約在十八至十七年前就育有宮野志保，卻因為實驗室發生火災，在火災中罹難，當時組織以「意外事故」外回應外界。
當時宮野志保和唯一的親人兼年長7歲的姐姐明美相依為命，後來，在十三年前接受組織的「安排」，前往美國和姊姊明美分開，即使歸國，也和受到監視的姊姊明美聚少離多。
宮野志保身處美國，且在留學的期間不常與別人互動。完成學業歸國後，正式繼承雙親遺留下來尚未完成的藥物研究，獲得「雪莉」的代號。
對組織擅自把還在臨床前試驗階段的藥物，在人體身上進行試驗而感到不滿。在一次實驗中，宮野志保發現實驗室中某隻服下「APTX-4869」藥物的小白鼠居然沒死亡，而是縮小。
在服用「APTX-4869」藥物名單裡，其中的工藤新一突然失蹤，引起組織的注意，宮野志保因此奉命前往其住處展開調查，卻找不到人。後來發現新一家中只有幼童衣物不見時，回想起自己跟姐姐明美碰面時，從她的口中聽說江戶川柯南：柯南像個大人，明明是小孩卻能詳細描述案件細節，並且比一般小孩更成熟。於是便猜測柯南可能是新一。在調查結束後，將工藤新一實驗結果的資料更改為死亡，讓組織停止追蹤他的去向。
五年前潛入組織的FBI的成員、化名「諸星大」的赤井秀一，跟姐姐明美交往，也和宮野志保打交道，並且得到了組織的信任，赤井秀一在兩年前的某次行動中，被揭露是臥底，因而不得不離開組織，由於宮野志保跟著姐姐，姐姐也受組織的壓迫，所以一起搬家。之後姐姐想帶著宮野志保離開組織，並接受組織幹部琴酒與伏特加交託的任務，條件是辦事成功就可以脫離組織，失敗就要被處決，在姐姐明美完成任務後，離開組織被阻止，還遭殺害。當宮野志保接獲姐姐遇害的消息時，決定停止藥物的研究，藉此反抗也順便尋找真相，卻被關押在組織的毒氣室等候審問處置，宮野志保最後選擇自盡，服用自己預藏的「APTX-4869」未完成品，卻讓自己缩小，最後從通風口中逃脱。之後為了找到唯一能幫助自己的新一，來到新一家的門口，卻因體力不支倒在門前，之後被阿笠博士收留並寄住在他的家。在阿笠博家除日常起居，照顾阿笠博士的日常生活，也会在阿笠博士地下室偷偷研究破解APTX-4869的解药。对于恩人阿笠博士像家人一样看待，在其内心拥有非常重要的地位（劇場版中還提及當天正是雨天）。
過幾天後，宮野志保從新聞報導中聽聞組織燒毀實驗室的消息，後來雖然找到自己曾經誤寄給姐姐明美的含有藥物資訊的硬碟，但硬碟內的資料早已被組織所開發的電腦病毒程式「暗黑男爵」給銷毀掉。
之後發現柯南就是新一，於是跟他建立合作關係，甚至多次幫助柯南隱瞞他的真实身分。在遭受追殺的期間，曾想過不連累所有人所以選擇自盡，但柯南制止了她，少年偵探團也十分關心她，所以放下尋短的念頭。在多次的危機中，與柯南和追緝組織的FBI合作、並且在FBI 和柯南的雙重保護下，多次逃過險境，後來以「不想要逃避」的理由，拒絕FBI提出的證人保護計畫方案。之後決定讓自己不被新聞媒體上顯示真實身分，目前仍然躲著組織的追蹤，過著小學的生活，也試圖研發出「APTX-4869」的解藥和其他藥物的相關研究。

## 姓名由來
灰原哀的「灰」字取自英國推理小說家P·D·詹姆斯筆下的女偵探寇蒂莉亞·葛蕾（Cordelia Gray）之姓氏「Gray」（灰色）;「哀」字取自美國推理小說家莎拉·派瑞斯基筆下的女偵探V·I·渥許斯基（V·I·Warshawski）的「I」（I與あい同音）。原本阿笠博士希望為她取名為「愛」，而她本人堅持選擇「哀」一字。
青山剛昌在訪談裏提及「哀」實際上是來自《福尔摩斯探案》系列小說中的艾琳·艾德勒（Irene Adler）中的「I」，是唯一打敗了福爾摩斯的女人。

## 形象
外表像個冷若冰霜的女孩，個性沉著穩重，思想成熟而縝密，喜欢以开玩笑的方式掩盖自己的心声，有时会有些傲娇和毒舌。有著高尚的品味，常看些潮流雜誌和個人護理之類的書籍，也曾經講過想要Prada的包包等比較流行性的商品。在少年偵探團中擔任緩衝角色，擁有著不遜於柯南的才能，和柯南為搭檔兼好友關係，與服部平次同為柯南查案時的夥伴會適時輔佐他。在博士家中是類似管家的存在平時會注意他的飲食情況，與博士同樣將對方視為親人般看待，二人關係有點像爺爺和孫女，也會和博士為柯南找尋案件線索，有時會與博士合作一同研究和發明新產品及陪同他參加發布會。
偶像是BIG大阪隊的足球選手比護隆佑，曾因為弄丟比護隆佑的吊環娃娃而崩潰或是露出嚇傻的表情。
非常喜歡動物，而且對動物非常有愛心和溫柔，更會令卸下冷酷的容貌而露出笑容。
廣田教授的事件中，曾激動質問柯南為什麼沒有保護姐姐明美的性命；討厭靜電、虫子、酒。

## 技能
精通毒理学、藥理學、分析化学，有一定的醫學、法醫學、急救學、物理學、地質學知識。擅長计算机科学、黑客技術，能利用電腦實施與警察同等級的科學搜查，如血跡形態分析。
擅長多種外語：英語、西班牙語、法語、葡萄牙語、俄語、德語。

## 人際關係

### 家人
| 姓名       | 備註 |
| ---------- | --- |
| 宫野厚司   | 是宮野厚司與宮野艾蓮娜的次女，雙親在志保出生不久，就在一場實驗意外的大火中身亡。                          |
| 宫野艾蓮娜 | 是宮野厚司與宮野艾蓮娜的次女，雙親在志保出生不久，就在一場實驗意外的大火中身亡。                          |
| 宫野明美   | 灰原哀 姊姊，而姊姊原以姊妹脫離組織爲目的執行了銀行搶劫案，事後知曉遭到琴酒的欺騙，因此企圖反抗，卻被射殺 |

### 朋友
| 姓名                 | 備註 |
| -------------------- | --- |
| 江戶川柯南／工藤新一 | 因為吃下APTX-4869而縮小的宮野志保，化名爲灰原哀，開始在帝丹小學一年級讀書，並結識了少年偵探團成員：吉田步美、小嶋元太、圓谷光彥，以及化名江戶川柯南，也就是縮小的工藤新一，並成為少年偵探團的一員。 |

## 身份知情者

### 确定知晓
| 角色名                            | 備註                                                                                          |
| --------------------------------- | --------------------------------------------------------------------------------------------- |
| 阿笠博士                          | 由灰原主动透露得知身份。本名宫野志保由灰原和皮斯克的对话得知。                                |
| 江户川柯南／工藤新一              | 由灰原主动透露得知身份。本名宫野志保由灰原和皮斯克的对话得知。                                |
| 怪盗基德                          | 在神秘列车上由柯南告知，并协助其逃脱黑衣组织追杀。                                            |
| 赤井秀一                          | 在调查贝尔摩德的同时发现灰原的真实身份，并在港口由茱蒂和贝尔摩德的对话中得以确认。            |
| 服部平次                          | 通过柯南和阿笠博士的解释得知其身份。后来，灰原本人也向其透露自己正在研究APTX-4869藥物的解药。 |
| 枡山宪三／皮斯克                  | 通过调查得知身份，在向组织报告前被琴酒處決。                                                  |
| 贝尔摩德                          | 通过自己的调查得知其身份，但并没有向组织报告此事。                                            |
| 庫拉索                            | 通过与灰原的对话得知其身份，但随后为平息黑衣组织所造成的骚乱而牺牲。                          |
| FBI（詹姆斯·布莱克、茱蒂·斯泰琳） | 在和柯南的接触中了解到灰原被贝尔摩德称为“雪莉”，但并不知具体细节。                            |
| 工藤优作和工藤有希子              | 通过柯南和阿笠博士的解释得知其身份。                                                          |
| 直美·阿爾真特                     | 透過全年齡辨識系統搜尋到灰原，重逢並相處後，認定其為幼時幫助自己的宮野志保，但並未說破。      |
| 賓加                              | 透過全年齡辨識系統得知其身分，後被琴酒引爆潛艇給處決。                                        |

### 察觉到异常
| 角色名              | 備註 |
| ------------------- | --- |
| 世良真纯和玛丽·世良 | 在阿笠博士的影片网站中首次看见灰原，随后从小兰和园子处得知灰原的成熟並且产生兴趣。当看见圆谷光彦所拍摄的志保的影片时露出惊讶的表情。后来当小兰和园子再次提及灰原的成熟时回忆起第一次见面时的反应，并采取行动追问为何会使用深奥的成语。 |

## 情感
最初与首次服下「APTX-4869」藥物卻得以生存的柯南建立起共享秘密的合作關係。經歷許多次共患難後與柯南互相信任也對他抱有好感，生病時曾想起柯南保護自己的場景。在東都顯像所的秘密篇中被工藤有希子調侃喜歡柯南。經常受到有希子的照顧，亦因得到少年偵探團眾人的關心及真情對待，原本冷淡悲觀的性格亦漸漸開始轉變。與阿笠博士有著親如家人的感情，經常照料他的飲食健康，遇到危險時會主動保護他，甚至在《危命的復活 第三個選擇》中，向柯南表示自己會為了保住阿笠博士的性命時選擇犧牲自己的自由與其他人的生命。
曾有一段時間排斥與蘭的接觸，但在發現蘭像姐姐明美很親切並且關心自己，因而決定敞開心扉主動上前和蘭打招呼。滿月篇被蘭給救助時候感覺到姐姐明美的身影，但因對柯南（工藤新一）抱有好感，仍會對柯南與蘭的關系在意。死羅神事件結束時面對因「已決心不放開新一的手卻仍讓他離開」的蘭，內心話裏有話地表達醋意。。
M19《業火的向日葵》中，受到一位老婦人的告誡，被告诉不要留有遺憾；M26《黑鐵的魚影》中，對柯南的感情正式浮上檯面，且作者青山剛昌在接受雜誌訪談的時候證實，片中劇情已知在八丈島上她與柯南彼此相互的一對護身符（お守り／御守）為犯人追蹤眼鏡！。

## 研發藥品
APTX-4869
外觀是印有「APTX-4869」的白、紅膠囊，為宮野志保（灰原哀）曾效力於黑暗組織時所研發的藥品（目前已終止研發）。藥理作用能引起細胞爆發性壞死，同時強化端粒酶（テロメアーゼ）活性，使細胞分裂潛力增強、也能讓試驗者的遺體無法檢驗出毒素；但服用後極小機率會導致身體縮小（在細胞自我破壞程序的偶發作用之下，使得神經組織外的骨骼、肌肉、內臟、毛髮等細胞退化到成長過程的幼兒時期），是一種神祕毒藥（但灰原本人曾說過此並非原來想開發的藥物）。
其中「APTX」為「Apoptoxin」的縮寫，是「Apoptosis」（程序性細胞死亡）和「toxin」（毒素）所組合成的混成詞；「4869」則是命名自「夏洛克（Sherlock）·福爾摩斯」的名字。
黑暗組織曾使用福爾摩斯原本的名字「Shelling Ford」作為此藥物的名稱，因此「APTX-4869」亦有「殘廢的名偵探」之稱；根據灰原的母親艾蓮娜留給灰原18歲生日的錄音帶中提到宮野夫婦稱呼正在研發的藥物為「銀色子彈」（Silver Bullet），推測為「APTX-4869」的前身。
白乾兒
即高粱酒，由於此酒非灰原所研發只能短暫解除「APTX-4869」的毒性（藥效約略為十分鐘）；雖然再次服用便會因產生抗藥性而無效，但是為灰原來研製解藥不可或缺的參考成分。
APTX-4869的暫時性解藥
在宮野志保（灰原哀）逃離組織後，由於相關的實驗室及工廠皆被組織給焚毀殆盡因而未能保留任何藥物的詳細資料，所以要研發出完整的解藥是一件很困難的事；解藥外觀和「APTX-4869」同為白、紅膠囊狀，不過由於尚處於測試階段中因此藥效最多只限為二十四小時（再次服用便會因產生抗藥性而縮短持續時間）。所以在感冒時服用效果較佳，有時會搭配特殊藥物（服用後會產生感冒症狀）；但如果感冒過於嚴重則會造成反效果。

## 人氣
灰原哀通常在柯南的女性角色中排名靠前。
- 2005年在周刊少年Sunday举行的“柯南”官方人气投票的最佳人物类别中排第4名。
- 2008年日本雅虎“名侦探柯南特辑”的角色人气投票中排第4名。
- 2011年TV版和剧场版年度15周年纪念活动人物投票中位居第4名[57][58]。
- 2012年“周刊少年Sunday”800话纪念活动的角色人气投票中获得1592票，位列第3名[59][60]。
- 2014年5月刊中在日本书评杂志《达芬奇》最受欢迎的角色排名中获得第3名。
- 2014年 「江户川柯南失踪事件 - 史上最糟糕的两天」放送紀念《名偵探柯南 20周年人氣角色票選》，總共獲得30318票，位列第1名[61]。
- 2020年6月日本书评杂志《达芬奇》讓讀者帶來幸福的角色排名中獲得第3名[62]。
- 2021年《名偵探柯南：緋色的彈丸》公開紀念人氣投票，總共获得5906票，位列第3名（女性角色第1名）[63]。
- 2022年《名偵探柯南：萬聖節的新娘》公開紀念主要女性角色人氣投票第1名[64]。

## 其他
- 柯南在福井縣美國島的儒艮慶典中的簽名簿上，發現「宮野志保」的簽名。[65]
- 遊戲《第五人格》中作為聯動時裝登場。
- 劇場版電影《名偵探柯南：黑鐵的魚影》在日本上映不到1個月，短時間內已經衝破100億，推特許多網友給了灰原哀「百億女王」的封號。
- 在外傳漫畫《灰原哀的科學事件檔案》裡為主角[66]。

### 資料
1. ↑  . 2025-07-20.
2. ↑  《名偵探柯南20周年人物角色設定集》実年齢は18歲（青山先生談）
3. ↑  漫画第19-20卷，動畫第131集《竞技场无差别胁迫事件》
4. ↑  動畫第1102集
5. ↑  雪莉取自西班牙南部安達盧西亞赫雷斯-德拉弗龍特拉的白葡萄所釀製的加強葡萄酒，又稱為雪莉酒。
6. ↑  《名偵探柯南20周年人物角色設定集》初期動畫為茶色（茶髮），在動畫533集以後改回原作設定的帶點紅調的茶色（赤みがかつた茶髮）
7. ↑  漫画第23卷，動畫第138集《最后的上映杀人事件》
8. ↑  OVA 11《来自伦敦的密令》
9. ↑  漫画第34卷，動畫第279-280集《足球流氓谜案》
10. ↑  漫畫第27卷，動畫第205集《本厅刑警恋爱物语3》
11. ↑  漫畫第35卷，動畫第375集《星星与香烟的暗号》、M26 《黑鐵的魚影》
12. ↑  . 人民网娱乐频道. 2010-01-21. （原始内容存档于2013年7月17日）.
13. 1 2 3 4 5 6 7 8  漫画第18-19卷，动画第129集《来自黑衣组织的女子 大学教授杀人事件》
14. ↑  漫画第2卷，动画第13/128集《奇怪的寻亲杀人事件》/《黑衣组织10亿日元抢劫事件》
15. ↑  M26《黑鐵的魚影》
16. ↑  動畫第138話
17. ↑  松井美緒. . ダ・ヴィンチ (KADOKAWA). 2014-04-05,. 2014年5月号: 34.
18. ↑  灰原哀の哀はね、実は「アイリーン・アドラー」から取ってるんです。シャーロック・ホームズを唯一負かした“あの女”．達·文西編輯部．《達·文西》2014年5月號．日本：Media Factory（KADOKAWA旗下），2014：P34《夢の對談① 佐藤健×青山剛昌》
19. ↑  漫画第94卷，动画第925-926集《充滿心意的手機鏈》
20. ↑  TV 205《生死一瞬間 黑衣騎士》，漫畫File.268 能識別氰酸鉀（KCN）氣味； TV521《殺人犯 工藤新一》曾分析毒物成分
21. ↑  TV 366《眾目睽睽下的碼頭慘劇》，漫畫File.444 曾幫助阿笠博士改良藥物配方
22. ↑  TV 246《陷入網中的謎團》，漫畫File.323 通過化學溶劑標簽識破假鈔制作；M21《唐紅的戀歌》解析血液樣本中的藥物代謝物
23. ↑  TV 304中白鳥警官被炸傷，根據柯南描述馬上判斷出是急性腦硬膜下血腫(SDH)；TV 642，僅通過視頻，便判斷出柯南是急性上呼吸道感染
24. ↑  TV137 通過骨骼風化程度、土壤微生物侵蝕痕跡，精準推測遺骸死亡時間。
25. ↑  TV188《危命的復活 洞窟中的偵探》，漫畫File.252 曾為柯南包紮槍傷；TV 345《與黑衣組織直面對決》，漫畫File. 418 為柯南止血
26. ↑  M5 能通過重力加速度計算飛向鄰近大樓所須的速度；TV 304《震动的警视厅》通过爆炸冲击波方向，推断承重墙损坏位置；M23《绀青之拳》计算风向气压，预测氦气球飞行轨迹
27. ↑  TV174 指出石英含量异常高；M11 只在海邊捧起沙子就察覺裏面富含石英
28. ↑  M20《纯黑的噩梦》人臉識別；TV 425《黑色沖擊！組織魔爪伸來的瞬間》復原燒毀資料；M24《緋色的彈丸》利用3D建模還原物體原始形態
29. ↑  M19《業火的向日葵》操作安保系統；M20《純黑的噩夢》曾入侵警方服務器；TV 779《緋色的真相》，漫畫File.893 曾協助FBI追蹤黑暗組織
30. ↑  《灰原哀絕密檔案》
31. ↑  TV 779《緋色的真相》通過血跡噴濺模式推斷作案過程
32. ↑  TV309《與黑衣組織的接觸》，漫畫File.380 提及曾在美國留學的經歷，能流暢閱讀論文，並指出其中隱藏的暗號；M23《紺青之拳》能利用英語與當地警方溝通
33. ↑  M11《紺碧之棺》能精準發音並翻譯「DOS DIOSAS」（2個女神）
34. ↑  漫畫FILE.1081，TV1110《謎之雞尾酒（中篇）》 指出 "Marron"=茶色，並解釋 "Silo"=糧草筒倉
35. ↑  TV 907《J聯賽的保鏢》，能聽懂嫌疑人的葡萄牙語對話內容，並向柯南轉述關鍵信息
36. ↑  M25《萬聖節的新娘》能聽懂俄羅斯嫌疑人的對話， 並利用"Нет!" 警告對方
37. ↑  特別篇 鋼琴奏鳴曲《月光》殺人事件，能理解樂譜中的德語標注
38. 1 2  漫画第24卷，动画第176-178集《与黑衣组织的再会》
39. 1 2  漫画第78卷，动画第701-704集《漆黑的特快列车》
40. 1 2  漫画第41卷，动画第335-336集《东都显像所的秘密》
41. 1 2  漫画第42卷，动画第345集《与黑衣组织正面对决 满月之夜的双重谜案》
42. 1 2  漫画第34卷，动画第277～278集《英语教师VS关西名侦探》
43. ↑  漫画第62-63卷，动画第521-522集《杀人犯 工藤新一》
44. ↑  M20 纯黑的噩梦
45. ↑  M26 黑鐵的魚影
46. ↑  漫画第74卷，动画第656-657集《博士的视频网站》
47. ↑  漫画第74卷，动画第651集《柯南VS平次 东西侦探推理对决》
48. ↑  漫画第77卷，动画第699-700集《逼近灰原秘密的黑影》
49. ↑  漫画第96-97卷，动画第993-995集《代演·京极真》
50. ↑  漫画第97-98卷，动画第1018-1020集《藏不住的古董盘》
51. ↑  漫畫第313話，動畫第247集《网中谜》
52. ↑  漫畫第654話，動畫第524集《憎恨的蓝色火花》
53. ↑  本訪談刊載於《Cinemagazine 2023》第31-33頁，書籍於2022年4月12日發售。https://www.sbsub.com/posts/cinemagazine-2023-1/ （页面存档备份，存于）
54. ↑  豪華版特典「スペシャルイラストブック」の一部を特別公開！ 株式会社 B ZONE https://bzone.co.jp/conan/cp2023/news/illustbook-sample.html（页面存档备份，存于）
55. ↑  漫畫第948話，动画第861-862集《与17年前相同的现场》
56. ↑  OVA9《十年後的陌生人》
57. ↑  . 12 May 2011  [11 January 2016]. （原始内容存档于2017-10-19）.
58. ↑  . 2011  [12 August 2011]. （原始内容存档于28 October 2011）.
59. ↑  . 28 February 2012  [29 February 2012]. （原始内容存档于8 March 2012）.
60. ↑  . 2025-07-21.
61. ↑  . 2025-07-21.
62. ↑  五十嵐 大. . ダ・ヴィンチニュース (KADOKAWA). 2020-05-22  [2020-05-26].
63. ↑  . 青山剛昌／名探偵コナン製作委員会.   [2022-08-14]. （原始内容存档于2022-07-20）.
64. ↑  漫画第28卷，動畫第222-224集《人鱼失踪记》
65. ↑  . 2025-04-17  [2025-04-17] （日语）.

## 外部連結
- 灰原 哀｜キャラクター｜名探偵コナン｜読売テレビ （日語）
- 宮野 志保｜キャラクター｜名探偵コナン｜読売テレビ （日語）
- シェリー｜キャラクター｜名探偵コナン｜読売テレビ （日語）